# Балагандж (упазіла)
Балага́ндж (бенг. বালাগঞ্জ, англ. Balaganj) — одна з 11 упазіл зіли Сілхет регіону Сілхет Бангладеш, розташована на південному заході зіли.
Населення — 265 679 осіб (2008; 230 865 в 1991).

## Адміністративний поділ
До складу упазіли входять 14 вардів:
| Зіла             | Площа, км² | Населення, осіб (2008) |
| ---------------- | ---------- | ---------------------- |
| Балагандж        | -          | 21398                  |
| Боалджур-Базар   | -          | 14722                  |
| Бурунга          | -          | 25134                  |
| Гоула-Базар      | -          | 18247                  |
| Даямір           | -          | 24024                  |
| Деван-Базар      | -          | 25676                  |
| Омарпур          | -          | 19493                  |
| Османпур         | -          | 25713                  |
| Пасчім-Гауріпур  | -          | 11038                  |
| Пасчім-Паїланпур | -          | 11451                  |
| Пурба-Гауріпур   | -          | 13516                  |
| Пурба-Паїланпур  | -          | 9872                   |
| Садіпур          | -          | 24331                  |
| Таджпур          | -          | 21064                  |